# Opel Agila
Opel Agila (din lat. agilis, „agil”) este o mașină de oraș comercializată sub marca germană Opel între 2000 și 2014, ca o variantă cu altă siglă de Suzuki Wagon R+ (prima generație) și de Suzuki Splash (a doua generație).